# Psathyropus bengalensis
Psathyropus bengalensis is een hooiwagen uit de familie Sclerosomatidae.